# Липа Катерина Анатоліївна
Ли́па Катери́на Анато́ліївна (12 січня 1962, Київ) — українська мистецтвознавиця, історикиня архітектури, журналістка.

## Біографія
Закінчила факультет теорії та історії мистецтва Національної академії образотворчого мистецтва і архітектури (НАОМА).
У 1994–1997 навчалася у аспірантурі Інституту теорії та історії архітектури і містобудування, там само працювала науковою співробітницею. У 1998–2001 р. працювала на посаді старшої наукової співробітниці у Національному історико-архітектурному заповіднику «Софія Київська».
Дослідження з історії архітектури поєднує з журналістикою. Співпрацювала з багатьма українськими газетами та журналами, є авторкою близько 400 статей на теми історії мистецтва та архітектури, сучасної архітектури, мистецтва та предметного дизайну. Співкураторка проєкту «Роми - це ми» спільно з  К. Дорошенко у  Музеї історії Києва (2018)  
. 
Авторка низки науково-популярних книг з історії української фортифікації, архітектури, військової історії та спорту. Протягом 2009–2010 рр. була кураторкою видавничого проєкту «Українська мілітарна історія» видавництва «Наш час» (серію засновано 2009 року).
У Національному конкурсі «Найкраща книга України-2010» проєкт «Українська мілітарна історія» під керівництвом К.Липи отримав нагороду у номінації «Найкращий видавничий проєкт року».

## Основні праці
- Липа Катерина. Актові книги сатанівського магістрату: відомості щодо архітектури міста. // Архітектурна спадщина України, т. 3, ч. 2. — К.: Українознавство, 1996. — С. 109–116
- Липа Катерина. До питання про образ подільського міста. // Архітектура. Зб. наук.праць. — К.: КиївЗНДІЕП, 1996. — С. 97-102
- Липа Катерина. Місто-фортеця як феномен української культури (До проблеми вивчення української мистецької спадщини) // Художня освіта і проблеми виховання молоді. Зб. наук.праць. — К., 1997. — С.132-140.
- Липа Катерина. Малі міста Поділля XVI–XVII ст. Проблема стилю. // Архітектурна спадщина України. — К.: Українознавство, 1997. — Вип. 4. — с. 30-39.
- Липа Катерина. Під захистом мурів (З історії української фортифікації X–XVII ст.). — К.: Наш час, 2007. — 184 с.: іл., 3 арк. іл. — (Серія «Невідома Україна»). — (Фортеці та замки України).
- Липа Катерина. Величне тло для подвигів: архітектура у літературі та фольклорі XVI–XVIII ст. — К.: Наш час, 2009. — 198 с. — (Серія «Невідома Україна»).
- Катерина Липа, Олекса Руденко. Військо Богдана Хмельницького. — К.: Наш час, 2009. — 64 с. — (Серія «Українська мілітарна історія: Жива історія»).
- Кузьмич Святослав, Липа Катерина, Писарєв Олексій, Руденко Олексій. Союзники і супротивники: армії сусідів України у XVII столітті. — К.: Наш час, 2010. — 80 с. — (Серія «Українська мілітарна історія: Жива історія»).
- Катерина Липа. Стрілецький спорт в Україні. Від козацьких звитяг до олімпійських медалей. — К.: Світ успіху, 2011. — 208 с.
- Липа Катерина. Теорія архітектури, містика і війна (дизайн  А. Будника).  — К.: Laurus, 2016. — 152 с.